# Ils sont cools
Singles de Orelsan
La Terre est ronde
(2011) Si seul
(2012)
Pistes de Le Chant des sirènes
La Morale
(13) Suicide social
(15)
Ils sont cools est le 6e single extrait de l'album studio Le Chant des sirènes du rappeur français Orelsan en duo avec son acolyte Gringe, membres du groupe Casseurs Flowters, sorti le 22 juin 2012. La chanson a été produite par le trio espagnol Cookin' Soul.

## Clip vidéo
C'est David Tomaszewski, le réalisateur habituel du rappeur, qui a réalisé ce clip. La vidéo a été postée sur YouTube le 22 juin 2012 par le compte d'Orelsan.
Le clip renvoie à l’univers des Mangas, Orelsan étant passionné par la culture japonaise, s'est inspiré de la sérié animée Les Chevaliers du Zodiaque pour les effets spéciaux et les costumes. Les deux artistes qui ont créé leur propre groupe Casseurs Flowters se mettent dans la peau des chevaliers Seiya (Orelsan) et Shiryû (Gringe).
Pour les décors, David a choisi de tourner deux jours à Nîmes dans les arènes, le temple de Diane et la Maison Carrée. Et une matinée à Saintes-Maries-de-la-Mer en Camargue pour tous les plans d’eau. Pendant une journée, ils ont également travaillé en studio sur fond vert pour les effets spéciaux.
Orelsan et Gringe ont dû changer quelques paroles de la chanson pour coller parfaitement au clip. 

« Enfin, je suis parti à Athènes sans Orelsan et Gringe pour tourner des plans de l’Acropole, du Parthénon et des plans extérieurs de rues pendant deux jours. »

— David Tomaszewski

« J’avais vraiment envie de tourner dans une ville exotique et mélanger des sites antiques et urbains »

— David Tomaszewski
On peut noter plusieurs clins d'œil durant le clip, évoquant tour à tour :
- Les Tortues Ninja avec leur cri de ralliement fétiche « Cowabunga » que les 2 rappeurs vocalisent à la fin.
- Ken Le Survivant en citant Kenshiro le héros de la série.
- Hunter × Hunter en citant également les personnages Gon et Kirua.
- Quand Orelsan sort de l'eau vers la fin du clip c'est un clin d'œil à James Bond, en rejouant la scène de la plage de Casino Royale.
- La fin du clip avec l'apparition dans le ciel de Maître Gims fait référence à la scène final de Mortal Kombat (le film).
- Les deux rappeurs concluent leur clip par une fusion entre leurs deux personnages devenus Orelsinge, cela fait référence à l'assimilation de Gogéta de Dragon Ball Z, un personnage de fiction, qui est résultat de la fusion entre Son Goku et Vegeta.

On peut également noter l'apparition de Maître Gims, membre du groupe Sexion d'Assaut.
En 2012, Le single est classé dans les hit-parades en France à la 66e position.